# Diana Barnato Walker

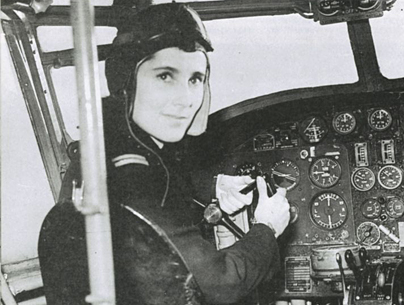
Diana Barnato Walker im Cockpit einer Airspeed Oxford (1944)

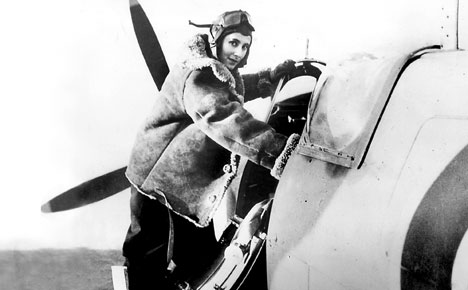
Diana Barnato Walker auf einer Spitfire (1944)

Diana Barnato Walker (geborene Barnato, * 15. Januar 1918; † 28. April 2008) war eine englische Pilotin und die erste Britin, die schneller als der Schall flog.

## Leben
Diana Barnato war die jüngere der beiden Töchter des Finanziers und bekannten Rennfahrers Woolf Barnato und seiner Frau Dorothy Maitland Falk of White Plains, New York. Ihr Großvater war der südafrikanische Diamantenmagnat Barney Barnato. Als Diana vier Jahre alt war, trennten sich ihre Eltern. Einige Jahre später heiratete die Mutter erneut. Der neue Mann war Richard Butler Wainwright, ein hoch dekorierter Kampfpilot aus dem Ersten Weltkrieg. Auch ein Onkel väterlicherseits war Pilot. Jack Barnato flog im Weltkrieg für den Royal Naval Air Service. Barnatos Familie war sehr wohlhabend und genoss gesellschaftliche Anerkennung in höchsten Kreisen. So wurde Diana als 18-jährige Debütantin König Eduard VIII. vorgestellt.
Diana Barnato interessierte sich von Kindesbeinen an für die Luftfahrt und beschloss im Alter von 20 Jahren, Pilotin zu werden. Ihre Grundausbildung erhielt sie beim Brooklands Flying Club in Surrey auf Doppeldeckern vom Typ Tiger Moth. Sie erwies sich als sehr begabt und absolviert schon nach sechs Flugstunden ihren ersten Soloflug.
Nach Ausbruch des Zweiten Weltkrieges meldete sich Barnato freiwillig. 1940 diente sie bis zur Schlacht von Dünkirchen als Krankenschwester in Frankreich. Nach der Evakuierung aus Frankreich fuhr sie im von der Luftwaffe bombardierten London Krankenwagen.
Im Februar 1940 wurde mit der Air Transport Auxiliary eine fliegerische Hilfstruppe aufgestellt, die Flugzeuge überführen sollte. Da es aufgrund der hohen Verluste einen chronischen Mangel an ausgebildeten Kampfpiloten gab, wurden zivile Piloten rekrutiert, zu denen bald auch Frauen gehörten.
Diana Barnato gehörte zu den ersten weiblichen Piloten des Air Transport Auxiliary. Sie bestand den Eignungstest am 9. März 1941 in White Waltham (Berkshire) auf einer Tiger Moth. Sie begann ihre Grundausbildung im November 1941 und schloss diese im Mai 1942 ab.
Nach der Ausbildung flog die junge Pilotin vorerst einmotorige, weniger leistungsfähige Flugzeuge. Nach weiteren Lehrgängen überführte sie Hochleistungsjäger wie z. B. Supermarine Spitfire, Hawker Hurricane, North American P-51 und Hawker Tempest. Barnato erweiterte ihre Ausbildung und flog später auch zweimotorige Maschinen wie z. B. Armstrong Whitworth Whitley, Bristol Blenheim, de Havilland DH.98 Mosquito, North American B-25 und Vickers Wellington.
Barnato diente im Air Transport Auxiliary bis zu dessen Auflösung Ende 1945. Diana Barnato Walker flog in ihrer aktiven Dienstzeit 80 Flugzeugtypen. Dazu gehörten 260 überführte Spitfires.
Nachdem Diana Barnatos Verlobter Squadron Leader Humphrey Gilbert bei einem Übungsflug in seiner Spitfire den Tod gefunden hatte, heiratete sie am 6. Mai 1944 Wing Commander Derek Ronald Walker. Walker stürzte am 14. November 1945 bei schlechtem Wetter mit einer P-51 ab und wurde ebenfalls getötet. Später hatte Diana Barnato Walker eine Affäre mit Air Commodore Whitney Straight. Straight war, wie auch Dianas Vater, vor dem Krieg ein erfolgreicher Rennfahrer gewesen. Der gemeinsame Sohn Barney wurde 1947 geboren. Diana hatte nach Walkers Tod beschlossen, nie wieder zu heiraten und verlangte von Straight nicht, seine Ehefrau zu verlassen.
Diana Barnato Walker blieb auch nach dem Krieg der Fliegerei treu. Viele Jahre flog sie für das Women’s Junior Air Corps (später: Girls’ Venture Corps), einer britischen Jugendorganisation, die sich in der aeronautischen Ausbildung junger Frauen engagiert. Im Juli 1948 bewies sie nach einem Motorschaden einer Ausbildungsmaschine des Women’s Junior Air Corps erneut ihr fliegerisches Können, als sie ihre brennende Fairchild nach Ablassen sämtlichen Treibstoffes im reinen Segelflug sicher landete.
Am 26. August 1963 erreichte Diana Barnato Walker als Copilotin von Squadron Leader Ken Goodwin in einer English Electric Lightning T4 eine Geschwindigkeit von Mach 1,65. Damit wurde sie zur ersten britischen Frau, die die Schallmauer durchbrach. Kurz nach dem Rekord-Flug wurde Krebs diagnostiziert. Sie musste dreimal operiert werden.
Diana Barnato Walker war Mitglied der Royal Aeronautical Society und wurde 1965 für ihre Verdienste um die Luftfahrt zum Member of the British Empire ernannt.
Diana Barnato Walker starb am 28. April 2008 im Alter von 90 Jahren.